# Torre Badum
La torre Badum (también llamada Badún, torre de Almadún, La Torra, Abadum o La Badum) es una torre de centinela situada en la sierra de Irta sobre un acantilado de considerable altura (unos 97 m), entre el barranco del Volante y la playa del Pebret, a unos 6 km al sur del casco urbano de Peñíscola, en la provincia de Castellón, España.
No se sabe con certeza si pertenecía al sistema de vigía del castillo de Xivert o era un lugar de la fortaleza de Peñíscola.

## Historia
El catedrático peñiscolano Alfred Ayza Roca mantiene que el nombre de la torre, Almadum, es árabe y da por sentado que el origen de esta es musulmán, si bien en épocas posteriores se hayan producido restauraciones, como la que se describe en la inscripción que figura en el costado oeste de la torre.

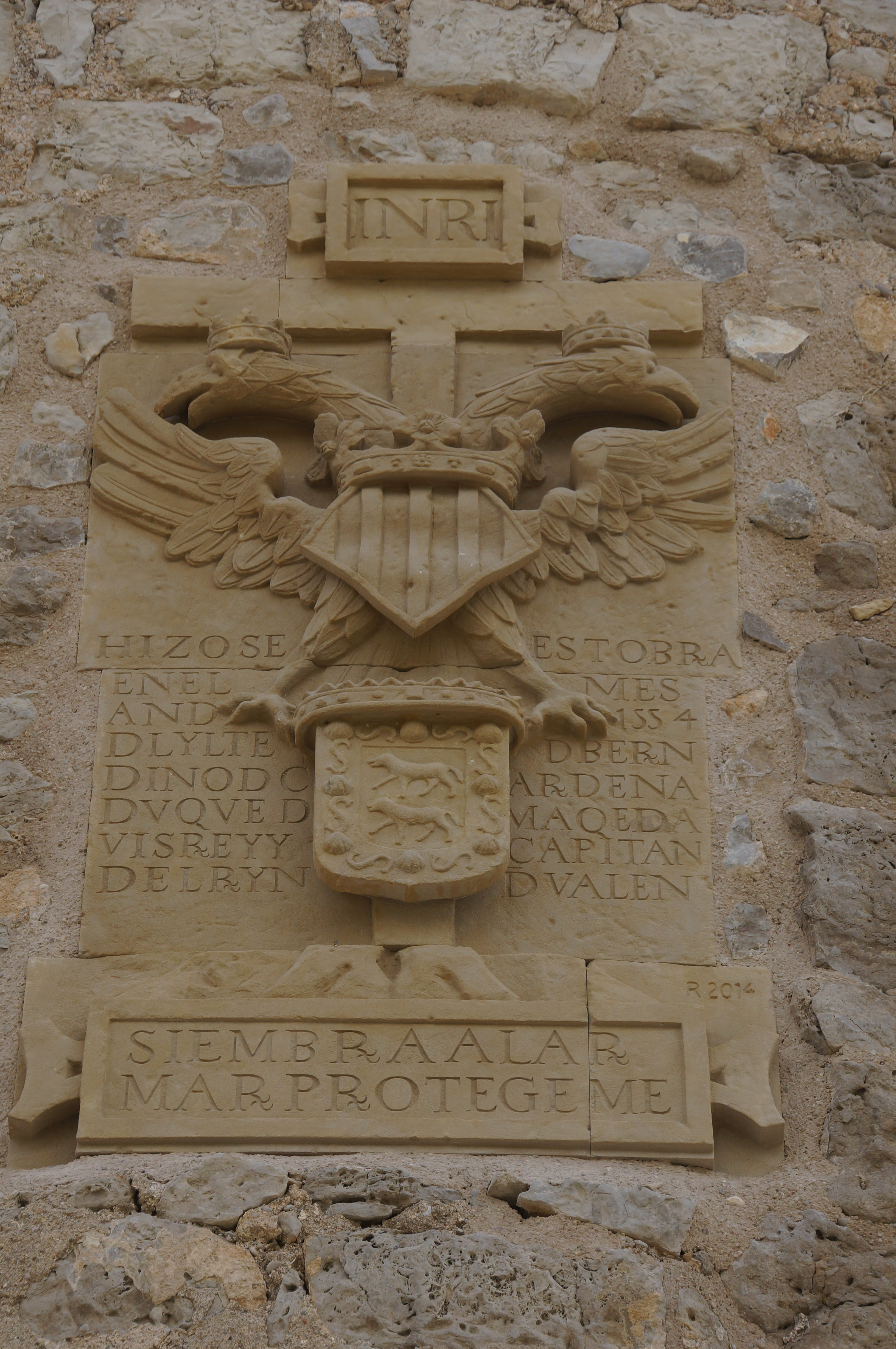
Escudo del Reino de Valencia. Restaurado en 2014.

La inscripción donde aparece el escudo del Reino de Valencia indica 1554, fecha que corresponde a la construcción o con más seguridad a la rehabilitación de la torre. Posiblemente, la construcción es de origen musulmán, como también su denominación.
Actualmente, la torre se encuentra bajo la protección de la declaración genérica del Decreto de 22 de abril de 1949, la ley 16/1985 sobre Patrimonio Histórico y la Disposición Adicional Segunda de la Ley 5/2007, de 9 de febrero, de la Generalidad Valenciana, del Patrimonio Cultural Valenciano, en que se califica como bien de interés cultural.
En el año 2014 se ejecutaron obras de rehabilitación y restauración por parte de la Consejería de Educación, Investigación, Cultura y Deporte de la Generalidad Valenciana.

## Arquitectura
La construcción es de planta circular, su cuerpo es troncocónico, con un diámetro de 5,75 m a la base y 5,25 m arriba a la cubierta, y tiene una altura de 11 m. Construida de masonería de piedra y sin puerta a tierra, pero con unas pequeñas ventanas en la parte superior de la estructura y una puerta en altura, a unos 6 m, que da acceso en una sala circular cubierta de vuelta, habitáculo de los vigías.

## Escudo e inscripción
Sobre su fachada mirando el oeste, hacia el camino del Pebret, puede distinguirse el escudo del Reino de Valencia de la época de Carlos I, presidido por el águila bicéfala imperial.
Se trata de un plafón compuesto por cuatro piezas de piedra arenosa, perfectamente encajadas entre sí, con unas medidas aproximadas de 1 x 0,7 metros. Pese al deterioro debida a la erosión que presenta la superficie de la piedra, su labra denota una espléndida ejecución.